# Баранцате
Баранцате (італ. Baranzate) — муніципалітет в Італії, у регіоні Ломбардія, метрополійне місто Мілан.
Баранцате розташоване на відстані близько 490 км на північний захід від Рима, 10 км на північний захід від Мілана.
Населення — 10 850 осіб (2012).

## Демографія
Станом на 1 січня 2023 року в муніципалітеті офіційно проживало 4349 іноземців з 77 країн, серед них 495 громадян країн Євросоюзу та 68 громадян України.

## Сусідні муніципалітети
- Боллате
- Мілан
- Новате-Міланезе